# Pine Ridge (Karolina Południowa)
Pine Ridge – miasto w Stanach Zjednoczonych, w stanie Karolina Południowa, w hrabstwie Lexington.